# Atlantis Princess
Atlantis Princess è un album in studio della cantante sudcoreana BoA, pubblicato il 30 maggio 2003. Si tratta, in particolare, del suo terzo disco pubblicato in Corea del Sud.

## Tracce
1. Time to Begin - 3:36
2. 아틀란티스 소녀 (Atlantis Princess) - 3:44
3. 나무 (Tree) - 4:28
4. Milky Way - 3:20
5. 천사의 숨결 (Beat of Angel) - 3:40
6. 선물 (Gift) - 3:44
7. 이런 내게 (Where are You) - 3:48
8. 단념 (Make a Move) - 3:03
9. 사랑해요 (So Much in Love) - 3:55
10. 남겨진 슬픔 (Endless Sorrow) - 4:09
11. The Show Must Go On - 4:05
12. 서울의 빛 (The Lights of Seoul) - 4:25
13. The Lights of Seoul (English Version)  - 4:25